# Alexander Ludwig
Alexander Ludwig (Vancouver, Columbia Británica, 7 de mayo de 1992) es un actor, cantante y modelo canadiense. Reconocido por su rol protagonista como Björn Ironside en la serie de The History Channel Vikings y por sus papeles en películas como Los juegos del hambre, Grown Ups 2, La montaña embrujada, Lone Survivor y Bad Boys for Life.

## Biografía
Ludwig nació en Vancouver, Columbia Británica, y tiene tres hermanos pequeños: un hermano y una hermana que son mellizos (Nicholas y Natalie), y una hermana más pequeña llamada Sophia. Su madre, Sharlene, es una exactriz, y su padre Harald Horst Ludwig es un hombre de negocios y el copresidente del consejo de Lions Gate Entertainment Corp.
A pesar de que su madre fue actriz, Alexander tuvo que convencer a sus padres de que lo apoyaran a seguir la carrera de actor porque sus padres creían que los actores juveniles "Pueden dejarse atrapar por una vida que no es la realidad". Alexander reveló en una de sus entrevistas:
Mi madre y mi padre dudaban acerca de todo esto. Pero con el tiempo, dijeron - "Vale, Alexander, si esto es lo que deseas, ve por ello.
Ludwig espera continuar actuando más allá de ser una estrella infantil. Como él dice:
Espero poder continuar como actor. Mi meta es hacer esto durante el resto de mi vida.
Ludwig está matriculado en una especialización teatral en la Universidad del Sur de California donde se encuentra en la fraternidad Phi Kappa Psi, y vive a tiempo completo en Los Ángeles.

## Carrera cinematográfica
Ludwig comenzó su carrera a la edad de nueve años cuando apareció en un comercial de juguetes de Harry Potter, un trabajo que le permitió firmar con un agente y conseguir un trabajo más comercial. Más tarde fue elegido para películas como Air Bud: World Pup (2000), MXP: Most Xtreme Primate (2004), Scary Godmother: The Revenge Of Jimmy (2005) o Eve and the Fire Horse (2005). Además del cine, Ludwig ha trabajado también en televisión actuado en telefilms como A Little Thing Called Murder (2006) y en series como The Dead Zone. Ludwig obtuvo el papel principal en El buscador: Los seis signos de la luz (2007) después de un «arduo proceso de selección».
En 2009 participó en La montaña embrujada donde obtuvo el papel protagónico junto a AnnaSophia Robb: interpretaron a dos gemelos adolescentes, Seth y Sarah, provenientes de otro planeta. La película también estuvo protagonizada por Dwayne Johnson, el luchador convertido en actor profesional. La película se estrenó en el número 1 en la taquilla durante su primer fin de semana con ingresos estimados en $ 25 millones. Mientras que el proceso de casting para El buscador había sido arduo, conseguir el papel de Seth en The Wich Mountain fue relativamente sencillo porque desde el momento en que Ludwig hizo su audición, el director supo que él era el actor que quería para el papel de Seth.
En la adaptación cinematográfica de Los juegos del hambre (2012), Ludwig interpretó a Cato, el tributo profesional masculino del Distrito 2, la principal amenaza para la vida de los protagonistas durante los Juegos del Hambre, y el último en morir antes de que el dúo del Distrito 12 fuera declarado co-ganador. Ludwig ha recibido el premio al Mejor Villano en los Teen Choice Awards 2012 por dicho papel, así como el premio a la Mejor Pelea en los MTV Movie Awards 2012 con Jennifer Lawrence y Josh Hutcherson.

## Filmografía completa

### Cine
| Cine | Cine                                  | Cine                                       | Cine                                       | Cine                  | Cine                         |
| Año  | Título                                | Título                                     | Título                                     | Rol                   | Director                     |
| Año  | Título original                       | Título en España                           | Título en Hispanoamérica                   | Rol                   | Director                     |
| ---- | ------------------------------------- | ------------------------------------------ | ------------------------------------------ | --------------------- | ---------------------------- |
| 2000 | Air Bud: World Pup                    | Air Bud: World Pup                         | Air Bud: World Pup                         | Niño (No acreditado)  | Bill Bannerman               |
| 2004 | MXP: Most Xtreme Primate              | MXP: Most Xtreme Primate                   | MXP: Most Xtreme Primate                   | Niño                  | Robert Vince                 |
| 2005 | Scary Godmother: The Revenge of Jimmy | La Madrina Tenebrosa: La venganza de Jimmy | La Madrina Tenebrosa: La venganza de Jimmy | Jimmy (Voz)           | Terry Klassen                |
| 2005 | Eve and the Fire Horse                | Eve and the Fire Horse                     | Eve and the Fire Horse                     | Kevin (No acreditado) | Julia Kwan                   |
| 2006 | A Little Thing Called Murder          | A Little Thing Called Murder               | A Little Thing Called Murder               | Joven Kenny Kimes     | Richard Benjamin             |
| 2007 | The Sandlot: Heading Home             | Nuestra pandilla 3                         | Nuestra pandilla 3                         | E. J. Needman         | William Dear                 |
| 2007 | The seeker: The dark is rising        | El buscador: Los seis signos de la luz     | El buscador: Los seis signos de la luz     | Will Stanton          | David L. Cunningham          |
| 2009 | Race to Witch Mountain                | La montaña embrujada                       | La montaña embrujada                       | Seth                  | Andy Fickman                 |
| 2012 | The Hunger Games                      | Los juegos del hambre                      | Los juegos del hambre                      | Cato                  | Gary Ross                    |
| 2013 | Grown Ups 2                           | Niños Grandes 2                            | Son como niños 2                           | Braden Higgins        | Dennis Dugan                 |
| 2013 | Lone Survivor                         | El único superviviente                     | El sobreviviente                           | Shane Patton          | Peter Berg                   |
| 2014 | When the Game Stands Tall             | Un equipo legendario                       | When the Game Stands Tall                  | Chris Ryan            | Thomas Carter                |
| 2015 | Final Girl                            | Final Girl                                 | Final Girl                                 | Jameson               | Tyler Shields                |
| 2015 | The Final Girls                       | Las últimas supervivientes                 | Las últimas supervivientes                 | Chris Briggs          | Todd Strauss-Schulson        |
| 2015 | Blackway (Go with Me)                 | Blackway                                   | El protector (México)                      | Nate                  | Daniel Alfredson             |
| 2019 | Peace                                 | Peace                                      | Peace                                      | Marson                | Robert David Port            |
| 2020 | Bad Boys for Life                     | Bad Boys for Life                          | Bad Boys Para Siempre                      | Dorn                  | Adil El Arbi / Bilall Fallah |
| 2020 | Operation Christmas Drop              | Operación Feliz Navidad                    | Operación Feliz Navidad                    | Andrew Jantz          | Martin Wood                  |
| 2023 | Guy Ritchie's The Covenant            | Guy Ritchie's The Covenant                 | Guy Ritchie's The Covenant                 | Declan O'Brady        | Guy Ritchie                  |

### Televisión
| Televisión | Televisión      | Televisión      | Televisión                   |
| Año        | Título original | Rol             | Notas\|-                     |
| ---------- | --------------- | --------------- | ---------------------------- |
| 2014–2020  | Vikings         | Björn           | Rol principal; Temporada 2–6 |
| 2017       | Swerve          | Dr. Delucchi    | Rol principal                |
| 2021—2023  | Heels           | Ace Spade       | Rol principal, serie de TV   |
| 2009–2021  | Reign of Chaos  | Arthas Menethil | Rol principal; Temporada 4–5 |

### Videos musicales
| Videoclips | Videoclips      | Videoclips | Videoclips |      |                   |         |                |
| Año        | Título original | Rol        | Artista    |      |                   |         |                |
| ---------- | --------------- | ---------- | ---------- | ---- | ----------------- | ------- | -------------- |
| Año        | Título original | Rol        | Artista    | 2014 | Gentle on My Mind | Viajero | The Band Perry |